# Joedison Teixeira
Joedison de Jesus Teixeira (* 28. Januar 1994 in Salvador, Bahia) ist ein ehemaliger brasilianischer Boxer. Er erreichte einen 9. Platz im Halbweltergewicht bei den Olympischen Sommerspielen 2016 in Rio de Janeiro.

## Karriere
Teixeira begann im Alter von elf Jahren im Sportzentrum von Santo Amaro mit dem Boxsport und wechselte 2006 an das Olympische Trainingszentrum in Rio de Janeiro.
Er wurde 2012 Brasilianischer Jugendmeister im Leichtgewicht sowie 2013 und 2014 Brasilianischer Meister im Halbweltergewicht. Er gewann eine Bronzemedaille bei der Panamerikanischen Juniorenmeisterschaft 2009 in Quito, sowie die Goldmedaille bei der Panamerikanischen Jugendmeisterschaft 2012 in Portoviejo. Darüber hinaus war er Achtelfinalist der Jugend-Weltmeisterschaften 2012 in Jerewan.
Er gewann 2012 die Südamerikanische Meisterschaft in Rancagua und 2013 die World Combat Games in Sankt Petersburg.
Durch den Gewinn des Qualifikationsturniers in Tijuana war er bei den Panamerikanischen Spielen 2015 in Toronto startberechtigt. Durch einen Sieg gegen Raúl Curiel zog er in das Halbfinale ein, wo er gegen Yasniel Toledo mit einer Bronzemedaille ausschied.
Bei den Olympischen Sommerspielen 2016 besiegte er Abdelkader Chadi, unterlag jedoch im Achtelfinale gegen Batuhan Gözgeç. Bei der Weltmeisterschaft 2017 in Hamburg verlor er in der Vorrunde gegen Sean McComb.